# When I Look at You
When I Look at You è un singolo della cantante statunitense Miley Cyrus, pubblicato il 15 febbraio 2010. È il secondo singolo estratto dal suo EP The Time Of Our Lives ed è anche contenuta nella colonna sonora di The Last Song, il film per cui è stata scritta. Questa canzone d'amore è stata scritta da John Shanks e Hillary Lindsey. È stato inoltre realizzato un video della canzone nel quale compare anche Liam Hemsworth, coprotagonista del film e fidanzato di Miley Cyrus. Nel marzo 2010 la Cyrus ha registrato nuovamente la canzone con David Bisbal, un cantante spagnolo, per promuovere il film nei paesi di lingua spagnola.

## Video
Il video musicale di "When I Look at You" è stato diretto da Adam Shankman, produttore di The Last Song. Il video è stato girato il 16 agosto 2009 in diverse location all'aperto a Savannah, Georgia. "La premessa del video di 'When I Look at You' è quella di mettere insieme le relazioni tra Miley, il pianoforte e la musica, la sua relazione con Liam, la sua relazione con la canzone", ha commentato Shankman, in merito al concept del video. Credeva che Cyrus e Hemsworth avessero "una grande alchimia" durante le riprese di The Last Song e l'ha portata sul set del video. Il video si apre mostrando un pianoforte a coda nero da solo su un molo, che La scena si trasforma in un primo piano di Cyrus con i capelli ondulati e sciolti. La si vede suonare il pianoforte con un lungo abito bianco. L'attore australiano Liam Hemsworth, che interpreta Will Blakelee in "The Last Song", appare accanto al pianoforte, in assenza di Cyrus. Per tutto il resto del video, Cyrus canta e suona il pianoforte in una foresta, in spiaggia e nel giardino di una villa. Le scene di intermezzo mostrano Cyrus ed Hemsworth che interagiscono romanticamente, a un certo punto si baciano in un campo di grano. Il video si conclude, ancora una volta, mostrando il pianoforte da solo sul molo. Successivamente vennero pubblicate due versioni alternative del video musicale: una sostituisce le scene tagliate di Cyrus e Hemsworth con clip da The Last Song, e un'altra per il remix della canzone con Bisbal. Quest'ultima versione sostituisce le scene tagliate con inquadrature di Bisbal che canta in una foresta e in una spiaggia; Le sue scene sono state dirette da Marc Roussel.
Il video è stato presentato ufficialmente in anteprima il 21 febbraio 2010 su ABC Family, ma era già trapelato su Internet l'11 settembre 2009. Jocelyn Vena di MTV News si è congratulata con Shankman per aver catturato la storia d'amore nel video. Ha poi commentato: "Cyrus sta decisamente crescendo, cosa che voleva dimostrare al mondo da un po' di tempo. E anche se non c'è niente di particolarmente stridente nella clip, l'atmosfera mostra che Cyrus è sicuramente pronta a lasciarsi alle spalle Hannah Montana." Jefferson Reid di E! ha recensito la versione in cui sono utilizzate clip del film e ha affermato che le clip hanno aumentato i valori di produzione, "ma hanno anche contribuito a rendere le cose più piacevoli alla vista".

## Classifiche
| Classifica (2010-14) | Posizione massima |
| -------------------- | ----------------- |
| Australia            | 19                |
| Austria              | 56                |
| Belgio (Fiandre)     | 73                |
| Canada               | 24                |
| Germania             | 60                |
| Irlanda              | 45                |
| Nuova Zelanda        | 27                |
| Regno Unito          | 79                |
| Stati Uniti          | 16                |
| Svizzera             | 49                |